# Tour Charlemagne
Pour les articles homonymes, voir Charlemagne (homonymie).
La tour Charlemagne est un vestige d'une ancienne basilique dédiée à saint Martin de Tours et située à Tours, rue des Halles dans le Vieux-Tours. Elle est classée Monument historique depuis le 13 septembre 1958.
Son nom viendrait du tombeau de Luitgarde d'Alémanie, quatrième épouse de Charlemagne, qui décéda le 4 juin 800 lors du séjour de l'empereur à Tours. La tradition rapporte que l'empereur la fit enterrer sous ou à proximité de l'édifice, mais les avis sont très partagés quant à l'emplacement exact du tombeau, jamais formellement identifié.

## Historique

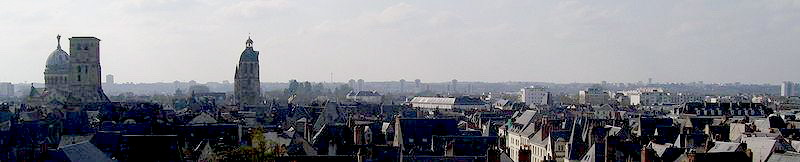
De gauche à droite : le dôme de la « nouvelle » basilique, la tour Charlemagne, la tour de l'Horloge

### La basilique Saint-Martin de Tours
Après l'inhumation de saint Martin à Tours le 11 novembre 397, plusieurs édifices avaient couvert son tombeau : une petite chapelle, construite entre 437 et 477, puis une première basilique consacrée en 470 ou 471. Ce dernier édifice fut plusieurs fois incendié et restauré jusqu'à son délabrement final. Hervé de Buzançais, trésorier de Saint-Martin, décida la reconstruction d'une grande basilique romane au même emplacement ; elle fut consacrée le 4 juillet 1014. Bâtie sur un plan comparable à Saint-Sernin de Toulouse, elle ne comportait à l'origine que trois tours, deux en façade et une à la croisée du transept. Dans un second temps, la construction de deux autres tours aux extrémités des bras du transept fut décidée, tour Charlemagne au nord et tour du Cadran (ou tour Gibert) au sud.

### Les étapes de la construction de la tour
Aucune source ne permet d’être affirmatif sur la chronologie et la datation exacte de la construction de la tour. Elle a cependant eu lieu peu après l’édification du transept, car des peintures sur les murs de ce dernier ont été masquées par les maçonneries de la tour Charlemagne, mais une certaine unité de style interdit un trop long délai entre les deux évènements ; la chronologie suivante peut donc être proposée,.
Dans la seconde moitié du XIe siècle et peu après l'achèvement de la basilique dans son état initial, une tour-porche fut construite, coiffant l’extrémité du bras nord du transept avec renforcement des voûtes de ce dernier, devant supporter le poids de la tour. La tour fut établie à cheval sur le mur pignon du transept, qui devint une voûte intermédiaire ; elle reposait, au Sud, sur les tribunes de la première travée du transept, renforcées pour l'occasion, et, au Nord, sur une nouvelle voûte extérieure au transept originel. La tour comprenait alors deux étages voûtés en plein cintre, typiques de l’art roman, le second étage faisant office de beffroi. L’absidiole externe du bras nord du transept fut intégrée à la tour sous forme d’une sacristie et surmontée au premier étage d'une chapelle de même plan. La nature et la forme de la toiture d'origine sont inconnues, même si l'on suppose la présence d'un flèche.
Au début du XIVe siècle, un nouvel étage fut ajouté à la tour, mais cette fois c’est le style gothique qui fut employé avec des fenêtres en arc brisé. Les fenêtres romanes méridionales des étages inférieurs furent murées, pour renforcer la solidité. Une flèche, présente au XVIIe siècle, couronnait la tour qui, dans cette configuration, atteignait une hauteur de 56 mètres.
Au XVe siècle, la salle du beffroi (troisième étage) fut partagée dans sa hauteur par une voûte gothique ; elle abritait alors deux cloches.
Il faut retenir que si, dans sa partie nord, la tour Charlemagne fut assise sur des fondations contemporaines de son édification et prévues pour supporter sa masse, sa partie sud était simplement posée sur les voûtes du transept existant qu'on s'était contenté de renforcer. Cette différence de structure sera lourde de conséquence quelques siècles plus tard.

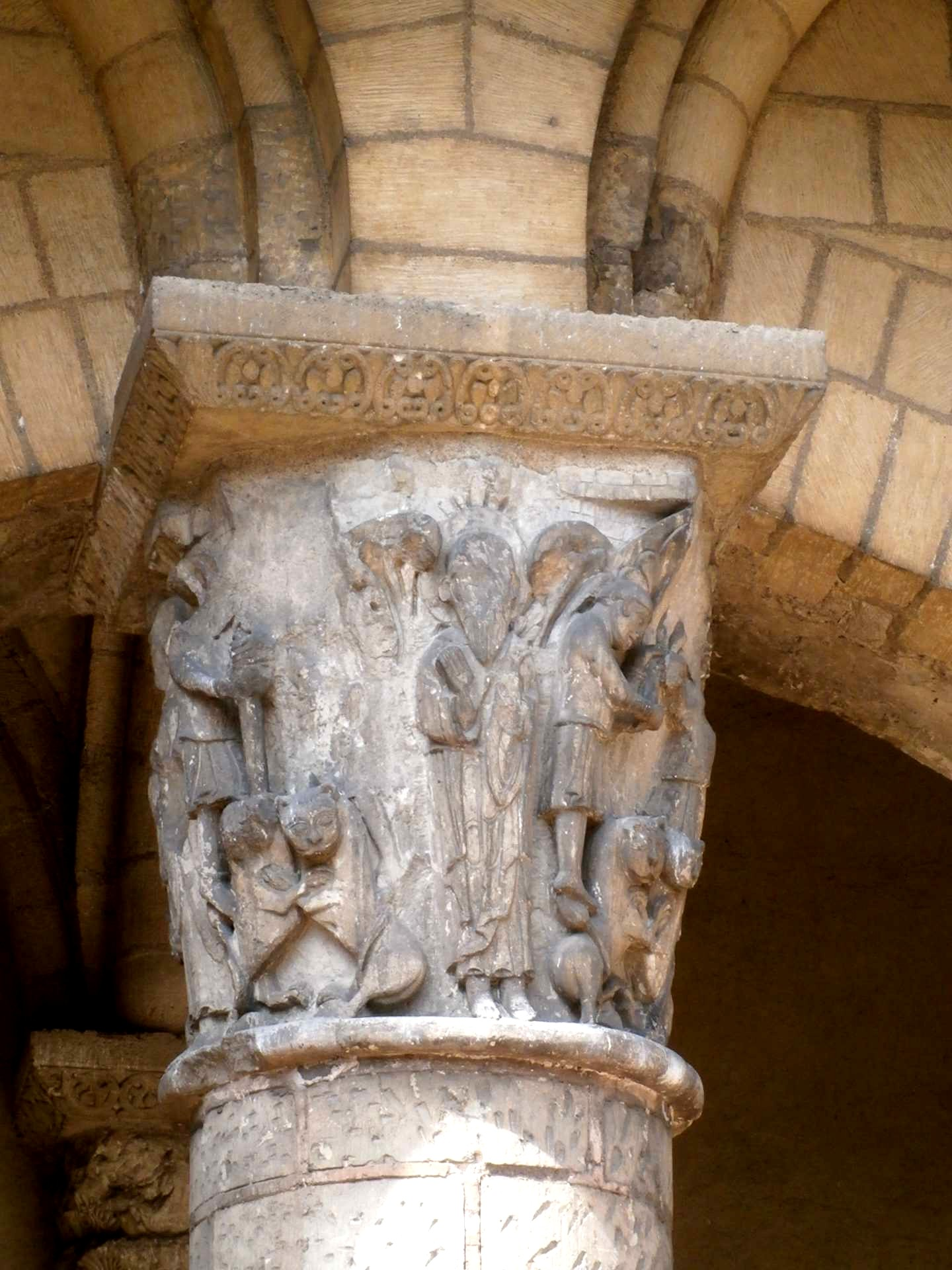
Chapiteau de l'ancien transept.
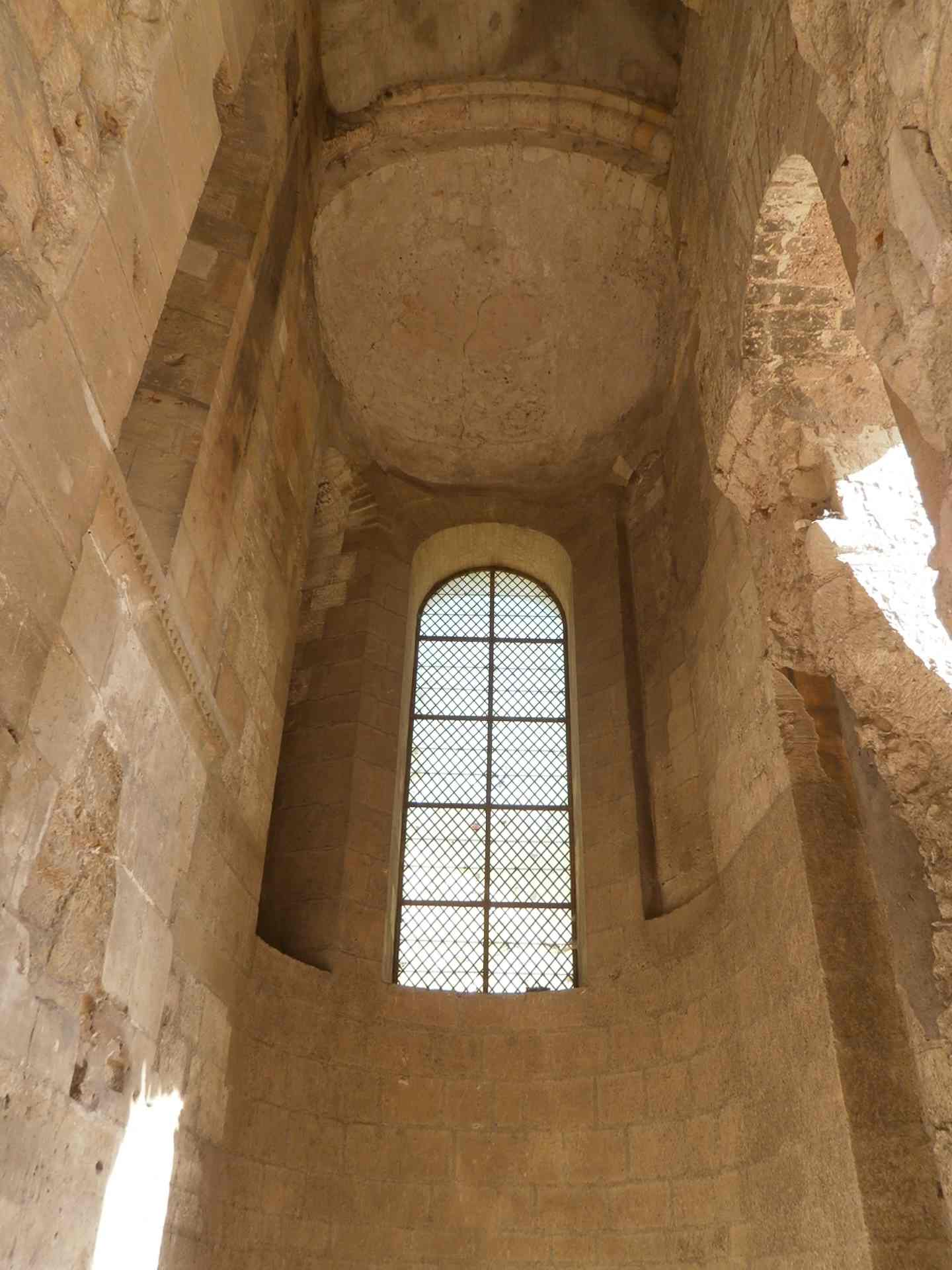
Sacristie (absidiole du transept).
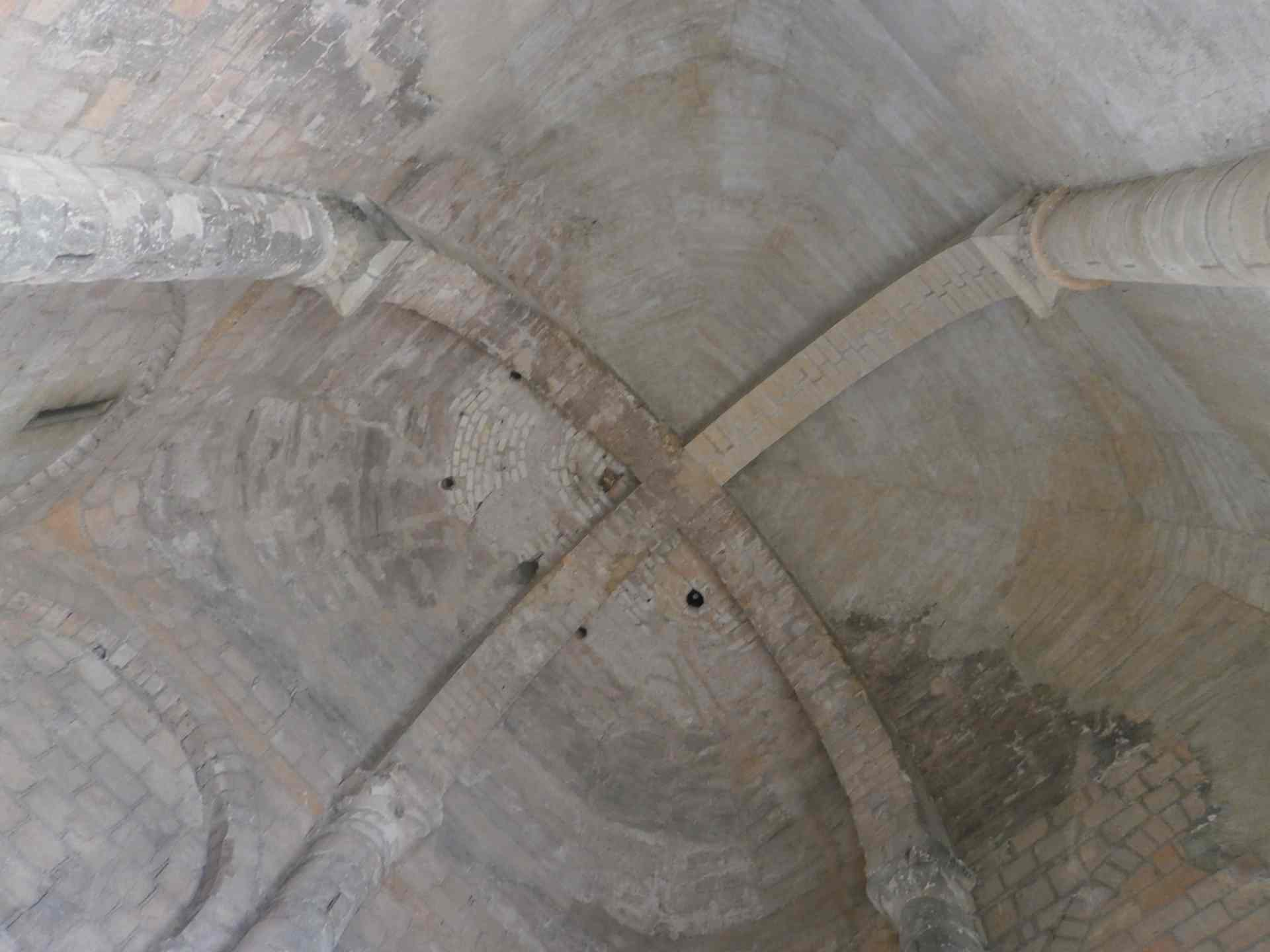
Coupole romane du premier étage.
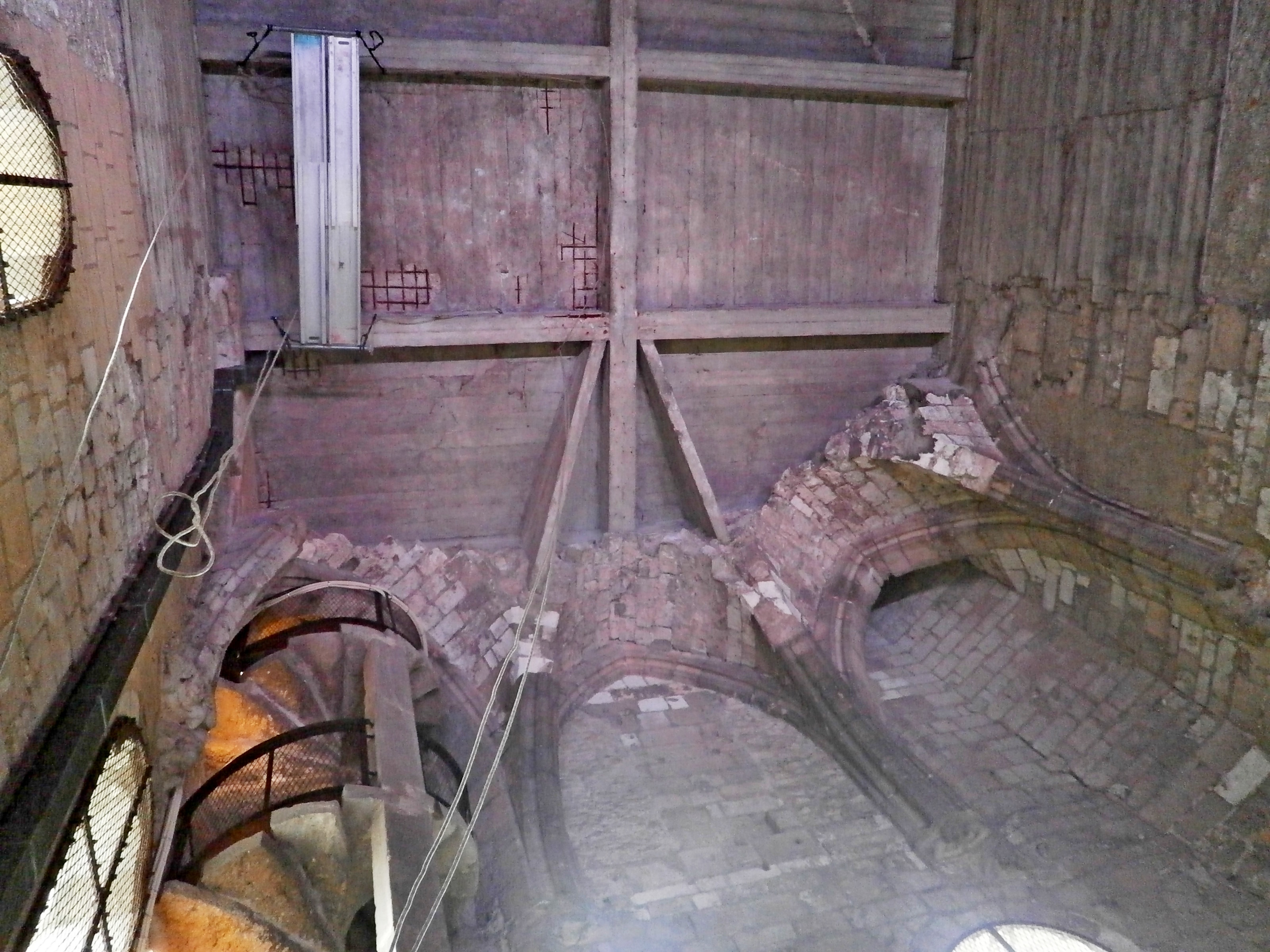
Voûtes gothiques du second étage.
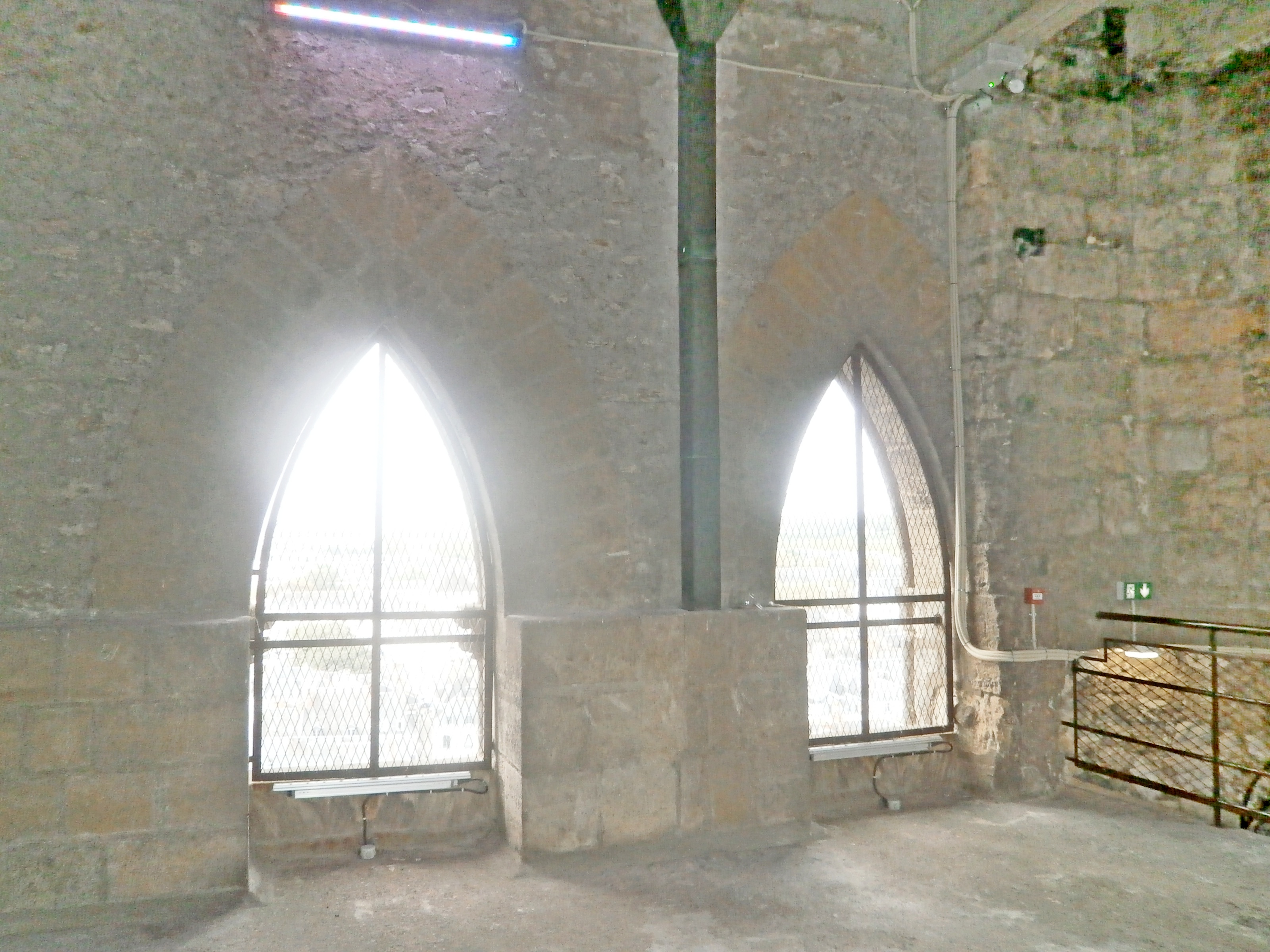
Arcature gothique du dernier étage (vue intérieure).
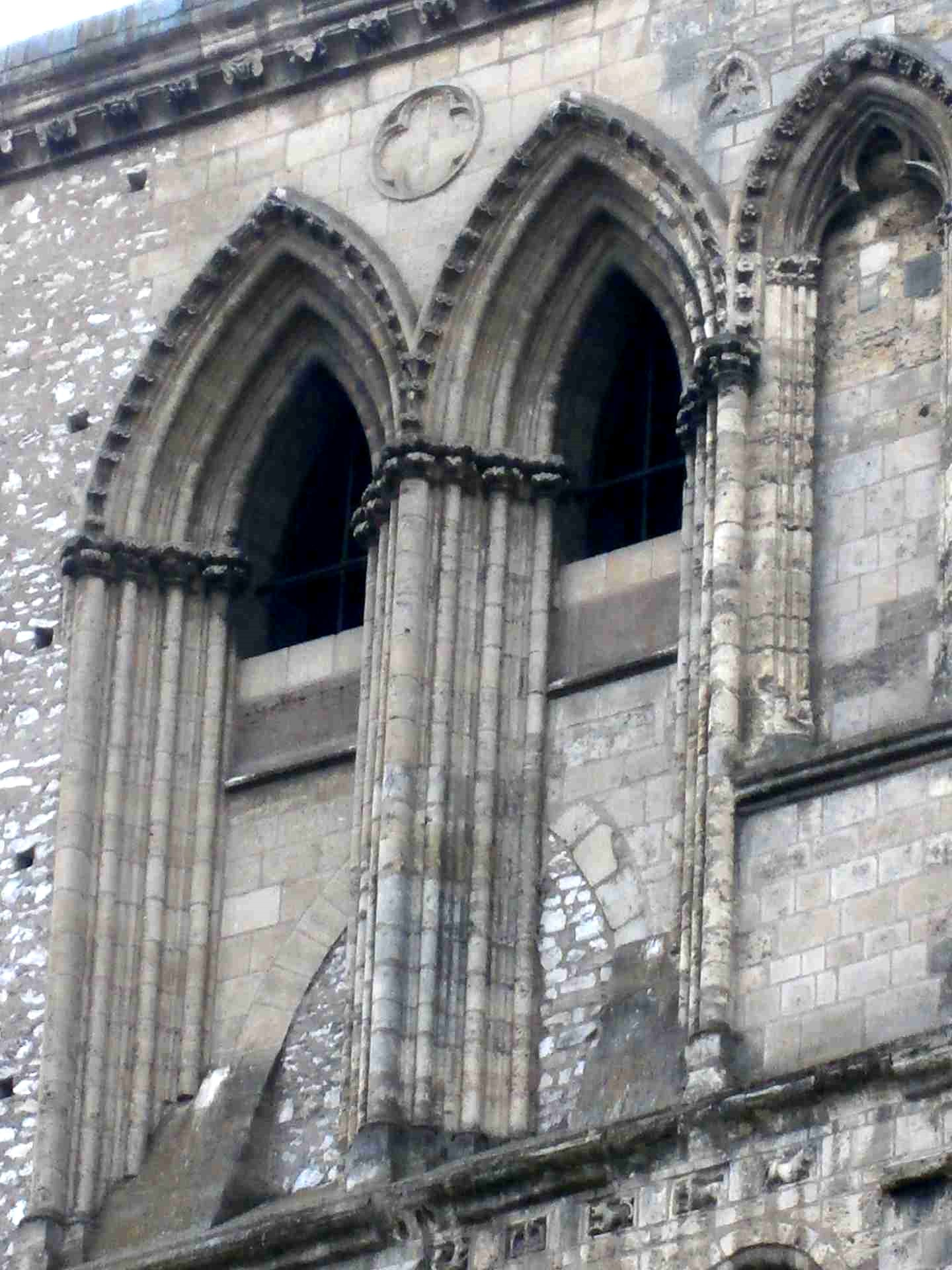
Arcature gothique du dernier étage (vue extérieure).

### La basilique sous la Révolution française
Le 13 avril 1790, la basilique fut déclarée bien national. Le 8 février 1794, toutes les flèches des églises (dont celle de la tour Charlemagne) durent être abattues. Le 21 mars 1794, la basilique fut destinée à loger des chevaux. En février 1796, on constata le vol d’une grande partie du plomb des toitures et des renforts métalliques des voûtes. Le 2 novembre de l'année suivante, les voûtes du déambulatoire (dites voutes saint perpet), ruinées par les infiltrations d’eau dues à la couverture défectueuse et fragilisées par l’absence des renforts, s’effondrèrent. En raison du danger d’écroulement total, la démolition immédiate de la basilique fut décidée : après la vente aux enchères des lots, elle commença dès le 5 novembre 1797 pour s’achever le 15 septembre 1803. La tour Charlemagne ne fut pas abattue car un projet de restauration de la tour fut mis en place en 1805 pour rappeler qu'un nouveau Charlemagne (Napoléon) venait de se faire couronner empereur le 2 décembre 1804 (ce projet ne sera pas réalisé, mais la tour Charlemagne lui doit d'être aujourd'hui conservée).
La tour du Trésor ne fut pas abattue car on cherchait dans le quartier une tour pour y installer une horloge destinée à indiquer les heures d'ouverture du marché proche, d’où son nom actuel de Tour de l'Horloge.
L'ensemble des bâtiments du cloître fut vendu. Il est aujourd'hui conservé en grande partie. La nouvelle rue Pommereul (par la suite rue des Halles) fut percée presque dans l’axe de la nef. La rue Descartes prit la place du bras sud du transept.

### La tour Charlemagne après la Révolution
Après la démolition de la basilique Saint-Martin, la tour ne disposait plus de l’appui du transept dans sa partie sud. Elle subit en outre diverses « mésaventures » : elle fut utilisée comme tour à plomb (1813) ; une menuiserie s’installa dans son rez-de-chaussée et fut victime d’un incendie (1826) ; un puits artésien profond de 107 mètres fut creusé à son pied (1831) ; un château d’eau fut installé à son premier étage (1860 à 1885), une surcharge de 218 tonnes ; enfin, elle vécut un tremblement de terre (1927) alors que les tramways de Tours l'ébranlaient à chacun de leurs passages.
Fragilisée, la tour Charlemagne s’effondra partiellement en 1928. Dans la soirée du 26 mars, sa moitié sud, de haut en bas, s’abattit dans les rues avoisinantes sans faire de victimes (les riverains avaient eu le temps d'évacuer les abords). La partie restée debout fut contrebutée avec des échafaudages pour éviter de plus grands dégâts.

### La restauration de la tour

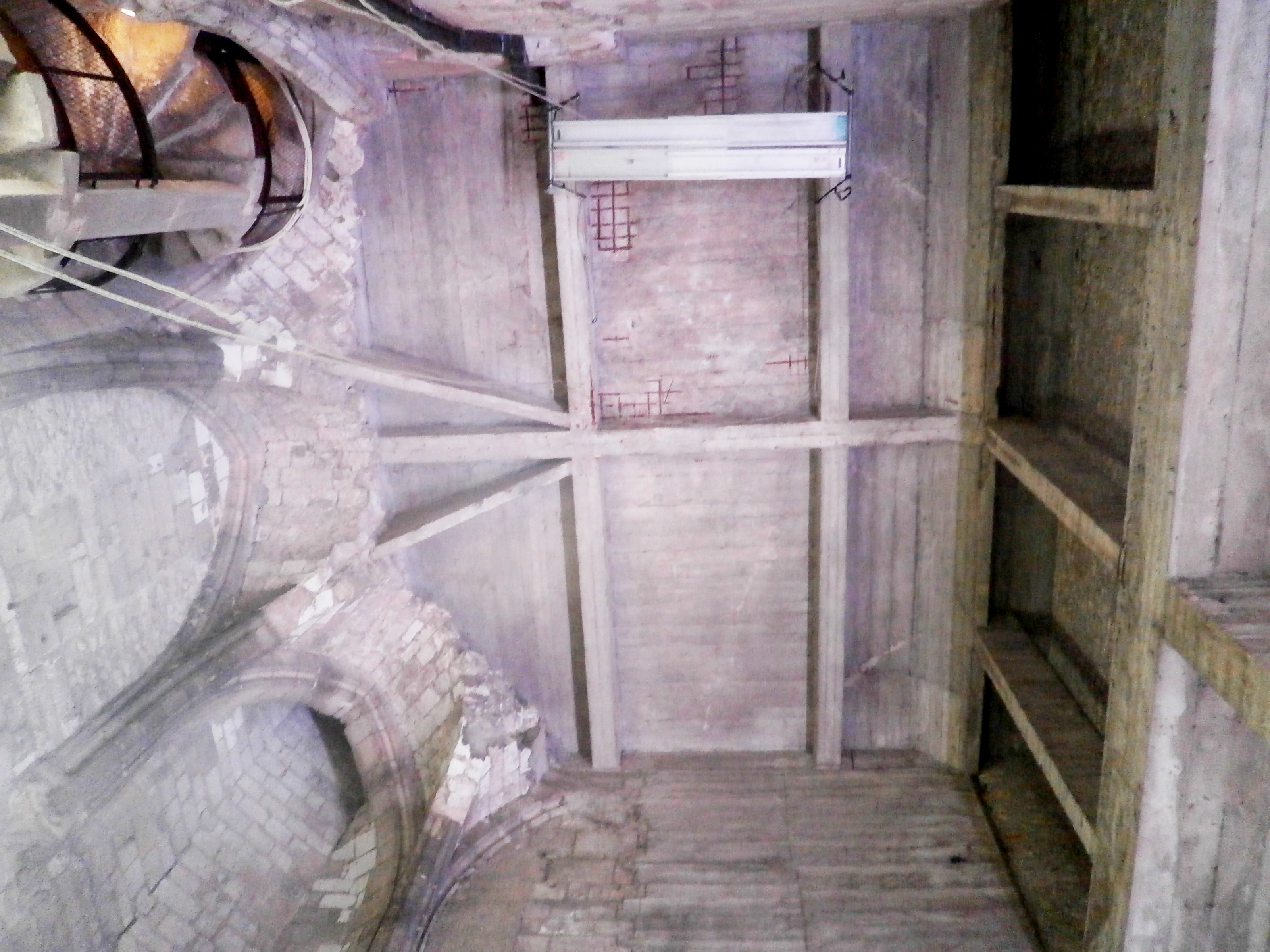
Armature de renfort de la tour posée lors de sa restauration.

Une société, créée en 1931, « les Amis de le tour Charlemagne », racheta le monument pour la somme de 100 francs et, à titre conservatoire, consolida la partie restante avec une armature intérieure en béton. Le déblaiement des décombres fut l’occasion de découvrir l’ordonnancement des fondations du transept ainsi que d’une partie de l’abside de la basilique romane et de mettre au jour des chapiteaux de colonnes très décorés appartenant à l’ancien transept de la basilique, mais qui avaient été noyés dans les maçonneries lors de la construction de la tour et ses aménagements ultérieurs.

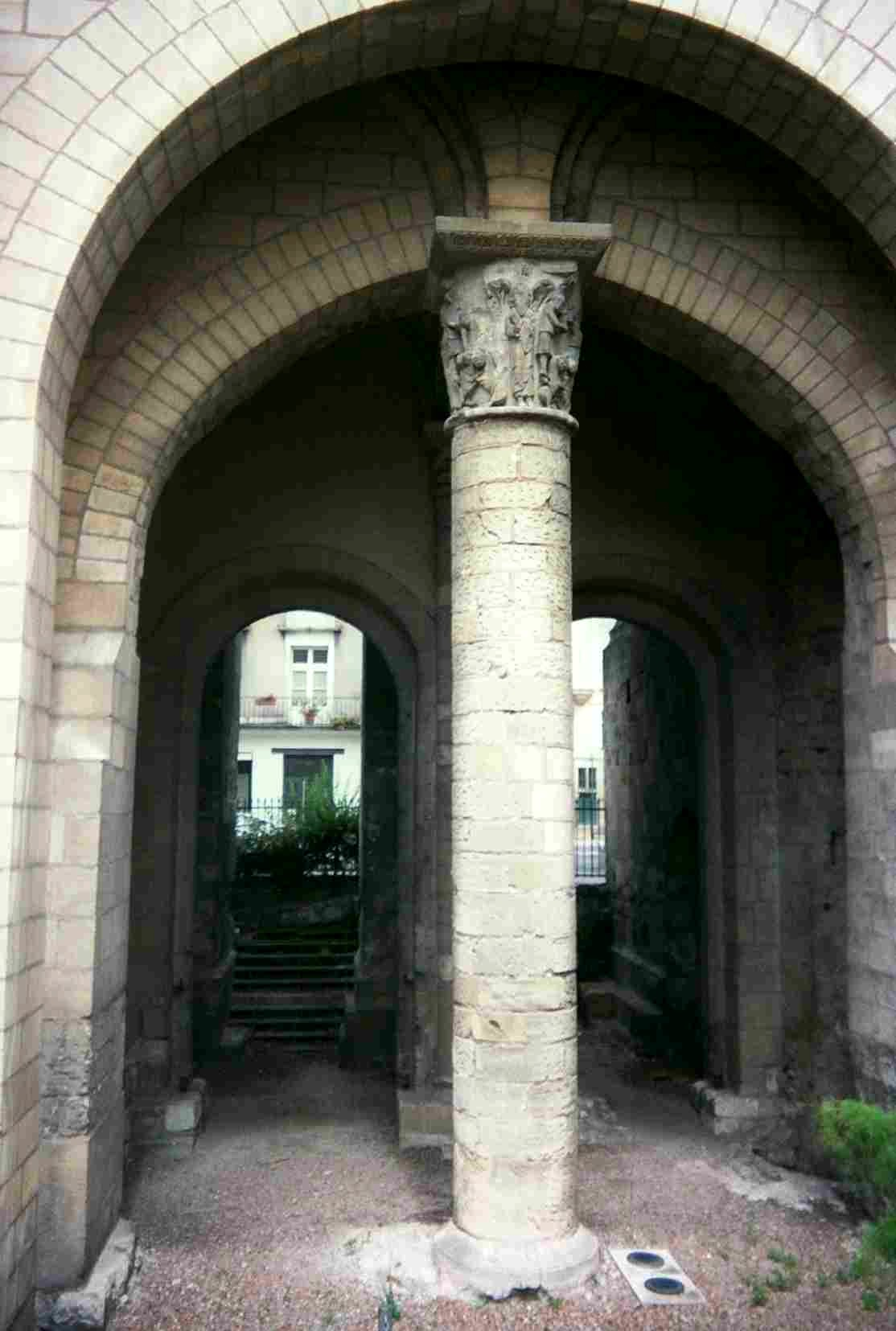
Voûte Luitgarde.

Pendant la seconde guerre mondiale, la tour fut heureusement épargnée par les bombardements et les incendies qui ravagèrent la partie nord de Tours entre le 19 et le 22 juin 1940. Les projets de restauration furent entièrement bloqués pendant la seconde guerre mondiale, puis ralentis au sortir de la guerre par le manque de crédits de la société des Amis de la tour Charlemagne.
Sous l’impulsion du Conseil général, les travaux ne débutèrent qu’en 1962 pour se terminer deux ans après. Ils furent menés en parallèle des travaux de réhabilitation du quartier du Vieux-Tours, tout proche.
Après avoir rebâti la base de la tour en béton plaqué de grand appareil, lui donnant l’aspect extérieur qu’elle avait avant son effondrement, l’architecte des Monuments historiques termina la reconstruction du haut de la partie écroulée dans un style contemporain en moellons sans percement de fenêtres. Sur la façade méridionale du dernier étage on peut voir une sculpture en terre cuite de saint Martin partageant son manteau.
Les abords de la tour ont été dégagés par la démolition des bâtiments qui prenaient appui sur elle, les soubassements de la basilique romane mis au jour lors de la restauration ont été laissés à l’air libre. En 1972, le tour Charlemagne fut offerte à la municipalité de Tours.
Des aménagements ont été réalisés plus récemment pour permettre au public d'accéder à la « Voûte Luitgarde » située au rez-de-chaussée de la tour à l'occasion des Journées européennes du patrimoine 2012 puis  au premier étage de la tour depuis septembre 2013 ; un projet prévoit à l'échéance 2016 l'accès total au monument, ce qui est chose faite à l'occasion des Journées européennes du patrimoine de 2016.

## Caractéristiques

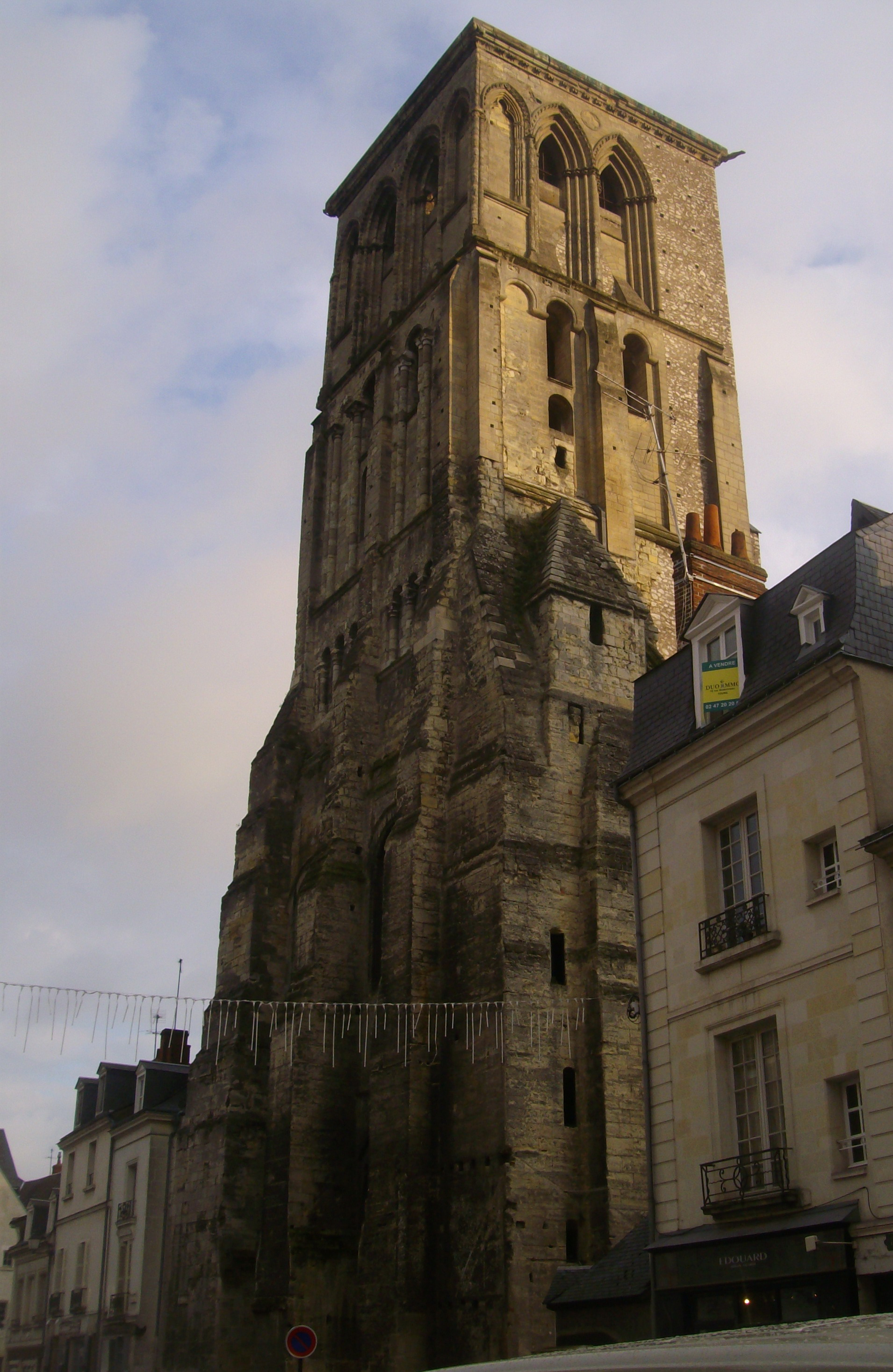
Versant nord

- Les dimensions au sol de la tour Charlemagne sont d'environ 25 × 15 m. Dans sa configuration actuelle, après restauration, sa plateforme sommitale culmine à 48 m.
- La tour est du style roman pour ses étages inférieurs, gothique pour son dernier étage. Les deux étages inférieurs de la tour sont accessibles à partir d’un escalier à vis inclus dans une tourelle située en dehors du transept, près de l’angle nord-ouest de la tour. On accède au dernier étage par un escalier à vis interne ménagé dans son plancher. Les murs sont pourvus extérieurement, jusqu'au niveau du plancher du second étage, de puissants contreforts plaqués.
- Sa façade méridionale, entièrement reconstruite à partir de 1962 dans les conditions évoquées plus haut, est aveugle à partir du second étage.
- L'édifice possédait des fresques romanes datées du XIIe siècle[10]. Découvertes à l'occasion des travaux de restauration sur certains piliers mais surtout dans l'absidiole transformée en sacristie, elles ont été déposées et restaurées ; elles sont maintenant conservées au musée Saint-Martin à Tours.
- En raison des remblais successifs aux abords de la basilique, le sol d'origine de la tour Charlemagne se trouve maintenant en contrebas d'environ 2 mètres par rapport aux rues avoisinantes.

## Fait divers
Lors d'une visite guidée organisée par la ville de Tours, le 17 février 2024, une femme se jette du haut de la tour Charlemagne à 48 mètres de hauteur et décède sur le coup. La tour Charlemagne est momentanément fermée au public jusqu'au 6 avril 2024.

## Pour en savoir plus

#### Ouvrages utilisés pour la rédaction de l'article
- Charles Lelong, La basilique Saint-Martin de Tours, Chambray, C.L.D., 1986, 233 p. (ISBN 2-8544-3122-7)
- Robert Ranjard, La Touraine archéologique : guide du touriste en Indre-et-Loire, Mayenne, Imprimerie de la Manutention, 1986, 735 p. (ISBN 2-8555-4017-8)
- Janine Wettstein, La fresque romane, Librairie Droz, 1978, 160 p. (ISBN 2-600-04610-0, lire en ligne)

#### Autres ouvrages traitant du sujet
- A. Bray, La Tour Charlemagne, Mame, 1931, 28 p.
- Bernard Chevalier (dir.), Histoire de Tours, Toulouse, Privat, 1994, 423 p. (ISBN 2-7089-8224-9)